# Jamie Sisley
Jamie Sisley (* 1982 in Texas) ist ein US-amerikanischer Filmregisseur und Drehbuchautor.

## Leben
Jamie Sisley wurde 1982 in Texas geboren und wuchs in Virginia auf. Nachdem er sechs Jahre lang in der Musikbranche gearbeitet hatte und mehrere Bands managte, nahm er sein Drehbuch- und Regiestudium an der Columbia University in New York auf. Sein erster Dokumentarfilm Farewell Ferris Wheel erhielt den TAA Creative Promise Award des Tribeca Film Institute und eine Nominierung für den Imagen Award. Im Februar 2015 stellte er bei den Internationalen Filmfestspielen in Berlin seinen Kurzfilm Stay Awake in der Sektion Generation vor.
Für sein gleichnamiges Spielfilmdebüt, mit Wyatt Oleff und Fin Argus in den Hauptrollen, entwickelte Sisley diesen Kurzfilm weiter. Die Premiere von Stay Awake erfolgte im Februar 2022 bei den Internationalen Filmfestspielen in Berlin, wo der Film in der Sektion Generation gezeigt wurde. In beiden Filmen verarbeitete Sisley nach eigenen Aussagen die Drogensucht seiner Mutter und bezeichnet diese als eine Form der Selbsttherapie.

## Filmografie
- 2012: Ladybug (Kurzfilm)
- 2013: Love in 4 Parts (Kurzfilm)
- 2015: Stay Awake (Kurzfilm)
- 2016: We’re All Gonna Die (Kurzfilm)
- 2016: Farewell Ferris Wheel (Dokumentarfilm)
- 2022: Stay Awake

## Auszeichnungen
Internationale Filmfestspiele Berlin
- 2015: Nominierung als Bester Kurzfilm in der Sektion Generation 14plus (Stay Awake)
- 2022: Nominierung als Bester Film in der Sektion Generation 14plus (Stay Awake)